# Underdog (film)
Underdog är en amerikansk familjefilm från 2007.

## Handling
Filmen handlar om en helt vanlig hund, en beagle vid namn Shoeshine, som efter en olyckshändelse på ett labb, får enorma superkrafter och helt plötsligt kan tala som en människa. Han blir adopterad av en 15-årig pojke vid namn Jack, som blir den enda som känner till hans krafter.
Shoeshine blir superhjälten Underdog, som skyddar invånarna i Capitol City mot allt ont. Filmens "superskurk" är den galna vetenskapsmannen Simon Barsinister, som planerar att förinta staden, något som bara Underdog kan stoppa.

## Om filmen
Filmen är baserad på den tecknade TV-serien Underdog från 1960-talet med samma namn. Filmen regisserades av Frederik Du Chau. Den producerades av Spyglass Entertainment och Classic Media och distribuerades av Buena Vista Pictures.
Skådespelare som medverkar är bl.a. Jason Lee (känd från TV-serien My Name Is Earl), Alex Neuberger (tonårsstjärna som var med i Running Scared) och Amy Adams (Oscarsnominerad skådespelerska som var med i Catch Me If You Can). Huvudrollskaraktären spelas av en riktig hund som med hjälp av datoranimering fås att prata, flyga och slåss.
Filmen hade världspremiär i USA 3 augusti 2007. I Sverige gavs filmen ut direkt på video 9 april 2008.

## Rollista (i urval)
- Jason Lee - Underdog (röst)
- Peter Dinklage - Dr. Simon Barsinister
- James Belushi - Dan Unger
- Patrick Warburton - Cad
- Alex Neuberger - Jack
- Taylor Momsen - Molly
- John Slattery - borgmästaren
- Amy Adams - Polly (röst)
- Brad Garrett - Riff Raff (röst)
- John DiMaggio - Supershep / Bulldog (röst)